# Bembidion lacunarium
Bembidion lacunarium is een keversoort uit de familie van de loopkevers (Carabidae). De wetenschappelijke naam van de soort werd in 1869 gepubliceerd door Zimmermann.